# 奥伯霍夫
奥伯霍夫（德語：Oberhof，發音：[ˈoːbɐˌhoːf] ⓘ）是德国图林根州施马尔卡尔登-迈宁根县的城市，面积23.4平方千米，2023年12月31日人口为1,681人。